# Rytas Kupčinskas
Rytas Kupčinskas (ur. 8 lutego 1949 w Kownie) – litewski polityk, inżynier, poseł na Sejm. Ojciec Andriusa Kupčinskasa.

## Życiorys
W 1972 ukończył studia w Kowieńskim Instytucie Politechnicznym jako inżynier elektryk ze specjalnością w zakresie telemechaniki i automatyki. Następnie przez dwadzieścia lat pracował w instytucie projektowym przemysłu budowlanego, dochodząc do stanowiska szefa inżynierów tego przedsiębiorstwa.
W 1988 zaangażował się w działalność niepodległościowego ruchu Sąjūdis. Od 1990 do 1997 pełnił funkcję radnego miasta Kowno. Kierował frakcją Związku Ojczyzny, którego był jednym z założycieli.
W 1996 z ramienia tego ugrupowania został posłem na Sejm, w którym zasiadał do 2000. Rok później objął stanowisko przewodniczącego samorządu wileńskiej dzielnicy Żyrmuny. Również w 2001 został przewodniczącym rady Sąjūdisu, a w 2003 ponownie uzyskał mandat radnego Kowna.
W 2004 z listy konserwatystów po czteroletniej przerwie powrócił do parlamentu. W wyborach w 2008 utrzymał mandat na kolejną kadencję Sejmu, pokonując w swoim okręgu w II turze kandydata Partii Wskrzeszenia Narodowego. W 2012 również uzyskał reelekcję. W Sejmie zasiadał do 2016, w 2019 został wybrany na radnego Kowna

## Odznaczenia
- Medal Pamiątkowy 13 Stycznia – 2002[4]
- Medal Rady Bałtyckiej – 2005[5]